# جون ريد (سياسي أمريكي)
جون ريد هو مصرفي ومحامي وسياسي أمريكي، ولد في 7 يوليو 1769، وتوفي في 13 يوليو 1854. انتخب عضو مجلس ولاية بنسيلفانيا ‏ وانتخب عضو مجلس نواب بنسيلفانيا ‏.